# Morne Plat Pays
Morne Plat Pays är ett berg i Dominica.   Det ligger i parishen Saint Luke, i den södra delen av landet, 6 km söder om huvudstaden Roseau. Toppen på Morne Plat Pays är 232 meter över havet. Morne Plat Pays ligger på ön Dominica. Det ingår i Grande Soufrière Hills.
Terrängen runt Morne Plat Pays är kuperad. Havet är nära Morne Plat Pays åt sydväst.  Närmaste större samhälle är Roseau, 6,2 km norr om Morne Plat Pays. 